# دیمادجو
دیماجو (به لاتین: Dimadjou) یک منطقهٔ مسکونی در اتحاد قمر است که در گرند کومور واقع شده‌است. دیماجو ۱٬۰۸۹ نفر جمعیت دارد.